# エタ (時計)

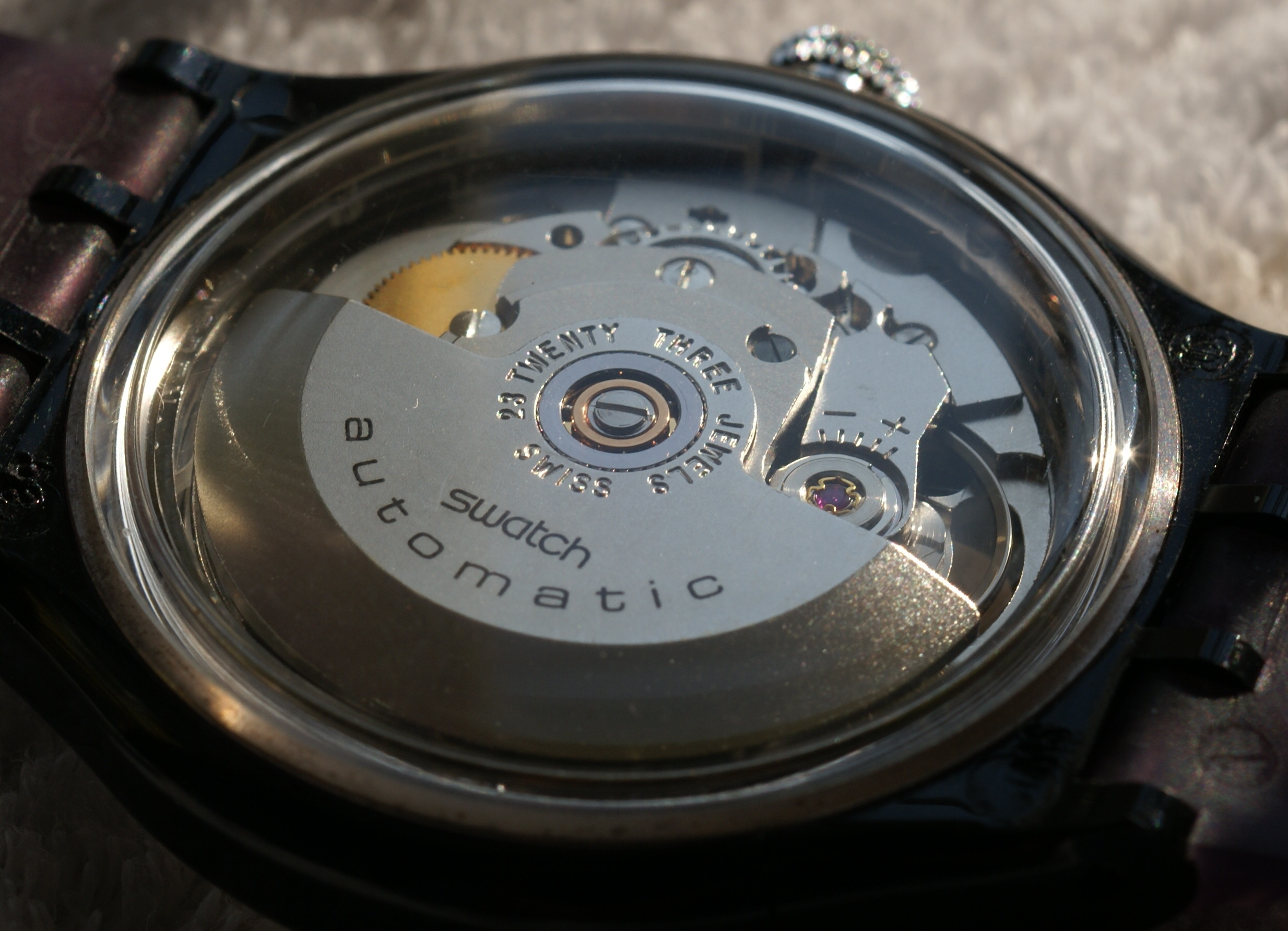
スウォッチに搭載されたETA-2842型自動巻きムーブメント

エタ・エス・アー・マニュファクテュール・オルロジェール・スイス（ETA SA Manufacture Horlogère Suisse 、ETA SA）はスウォッチの系列会社であり、機械式、クォーツ式双方のムーブメント（時計機構部）を製造している。近年では西ヨーロッパで製造される機械式腕時計の大半が同社のムーブメントを購入してそのまま、あるいは手直しして使用している。通常、単にETAと略称される。
スイスの時計ムーブメント業界における有力企業群が古くから大合同や提携を繰り返す過程で、1926年に成立したエボーシュグループが直接の前身。1982年にエタ・フォンテンメロン・EEMの経営統合、1985年のエボーシュグループ経営統合で一つの企業体となった。スウォッチ・グループの基幹企業の一つであり、1970年代の「クォーツショック」後に大幅再編を余儀なくされたスイスの時計産業界において21世紀初頭でも重要な役割を担っている。機械式時計ムーブメントの主要製品では、エボーシュグループを形成した前身企業群の製品から基本設計や技術を継承し、大量生産に適化する改良を加えた堅実な構造を基調とする。

## 歴史
- 1793年 - それまでに存在していた幾つかの小規模な時計工房を統合する形で、エタのルーツの一つであるフォンテンメロン（Fabrique d' Horlogerie de Fontainemelon 、FHF）が時計機械の半完成品（エボーシュ）を製造する会社として新たに設立された。
- 1856年 - 南スイスのグランシェでエタが設立され懐中時計のエボーシュ製造を開始、1876年には完成品の時計製造に進出し、いわゆるマニュファクチュール（機械式時計をムーヴメントも含め全て自社で生産する会社）となった。同社は1905年にエテルナと社名を変更する。
- 1896年 - エタと同じくグランシェで、やはり時計機械製造会社としてアドルフシールド社（A.Schield SA 、AS　別称「ア・シールド」）が設立される。
- 1914年 - ベルンで開催された博覧会においてアドルフシールドの製品が金賞を受賞。
- 1926年 - エテルナから分離したエボーシュ製造部門エタと、アドルフシールド、フォンテンメロンが中心となり、その他にも幾つかの企業が参加して新たにエボーシュグループと名付けられた企業グループが誕生した。とはいえこれは合併ではなく、エタ、アドルフシールド、フォンテンメロンらは以降もそれぞれ独自に企業活動を展開していった。エボーシュグループにはランデロン、ア・ミシェル、フェルサ、ベルノワーズ、ヴィーナス、ユニタス、フルリエ、プゾー、レユニ、ベトラッシュ、シェザール、デルビ、ヌーヴェル・ファブリーク、バルジューが参加した。
- 1970年 - エボーシュグループ内にクオーツ式時計の機械製造を担当するEEM（Ebauches Electroniques Marin ）が誕生。また1976年にエタはクオーツ式時計の機械製造に進出した。
- 1978年 - エタがアドルフシールドを合併する。
- 1982年 - エタ、フォンテンメロン、EEMが経営統合を行なった。また同年11月にはエタが製造する新しいコンセプトの安価な腕時計「スウォッチ」が登場、アメリカでの販売を開始した。
- 1985年 - エボーシュグループの企業は統合され、現在の体制に近いエタ（ETA SA Fabriques d’Ebauches ）となった。この時点での従業員数は4000人以上。
- 2003年 - 社名を再度変更し、現在の社名となる。

## 主な機械式ムーブメントと供給先ブランド
ETA2824-2
ETA2892-2A2
ETA7750バルジュー
ETA7001プゾー
ETA6487/6498ユニタス
ブライトリング、クロノスイス、フランク・ミュラー、フォルティス、ハミルトン、インターナショナル・ウォッチ・カンパニー、ロンジン、ミューレ・グラスヒュッテ、モバード、オフィチーネ・パネライ、オメガ、オリス、タグ・ホイヤー、ティソ、スウォッチ、ジン、MINASEなど多数ある。ただしこれら全てがエタの機械を全面的に使って来たわけではなく、「以前は自社製機械を採用していた」「高級ラインは自社製機械を採用している」「一見ではエタ製と分からない程の改造を加えて搭載している」「最近自社製機械を開発している」等関わりの濃さはさまざまである。
また、現行世代のムーブメントは主にスウォッチグループ内ブランドにのみ供給され、パワーリザーブや耐磁性といった点においては他社製最新世代と遜色ない性能となっている。

## エタ製エボーシュの供給停止問題
2002年、「2006年限りで自社製エボーシュのスウォッチ・グループ外への供給を終了する」旨を発表。エタ以外にエボーシュを供給できる企業がスイス国内には2社しか存在しなかったため、スイスの機械式時計メーカーの大半が製品を製造できなくなる可能性が現実味を帯びた。このためスイスの公的機関であるスイス競争促進委員会（Swiss Competition Commission ）が仲裁に入り、エボーシュの供給停止は2008年から順次開始され、2010年限りを持って完全にグループ外への供給は終了することで合意が成立した。スウォッチ・グループの創設者の一人であるニコラス・G・ハイエクはこの措置の理由について、スイスの時計メーカーが自社での技術開発を放棄し、自社のケースにエタの機械を搭載して高額で販売している現状がスイスの時計工業を堕落させていると指摘した。だが多くの時計メーカーの反発は大きく、紆余曲折の末にスイス競争促進委員会の裁定によって2020年まではムーブメントの供給が続けられることとなった。
この事件を境に、スイスの時計メーカーにおいては自社製ムーブメントを開発するか、スウォッチの下請け企業セリタ社に代表される、特許切れのエタ社ムーブメントを基に製造したムーブメントを採用するかの両極化が進むこととなる。